# Onthophagus montivagus
Onthophagus montivagus là một loài bọ cánh cứng trong họ Bọ hung (Scarabaeidae).